# Lerista muelleri
Lerista muelleri este o specie de șopârle din genul Lerista, familia Scincidae, descrisă de Fischer 1881. Conform Catalogue of Life specia Lerista muelleri nu are subspecii cunoscute.